# Folegandros
Folegandros (grčki: Φολέγανδρος) je mali grčki otok. Dio je Ciklada. Nalazi se  oko 160 km jugoistočno od Atene i 40 km sjeverozapadno od Santorinija u Egejima. Otok je dug 14,5 km, a maksimalna širina iznosi 4 km. Površina otoka je 32 km², a najviša točka na otoku je 445 metara.
Otprilike 550 stalnih stanovnika otoka žive u lučkom mjestu Karavostasis, glavnom mjestu Chora ili u zemljoradničkom naselju Ano Meria. Jezgru navedenog sela Chora, čini venecijanska tvrđava Castro, kod koje na njenom južnom ulazu počinje serpentinski uspon koji vodi do glavne crkve na otoku. Crkva se naziva Panagia. Odatle se pruža pogled na strmu morsku obalu. Visina sela Chora je preko 200 m, a selo je izgrađeno na samom rubu litice.
Iz antičkih vremena nije poznato mnogo stvari o ovome otoku. Njegovi stanovnici bili su Dorani. Kasnije su njime zavladali Atenjani. 1207. godine otok je osvojio Mlečanin Marco Sanudo, a pod Mlečanima je ostao sve do 1566. godine, kada su njime zavladali Turci. Grci su ga ponovo osvojili tek u 19. stoljeću.
Glavna grana privređivanja na ovom slabo razvijenom otoku je poljoprivreda. Pored nje, u blagoj mjeri zastupljeno je ribarstvo i turizam. Međutim, smještajni kapaciteti su mali pa se rijetki odlučuju za boravak na ovome otoku.
Folegandros je dostupan samo brodom. Međutim, i tu može, zbog relativno nezaštićene luke, doći do kašnjenja, ponekad i po nekoliko dana. Otok ima vezu s otocima Milos i Pireus, a postoji veza i s Iosom preko Sikinosa. (Stanje 2003).

## Vanjske poveznice
- folegandros.gr (engl.) (grč.)

## Galerija slika
- Unutar utvrde Castro u Chori
- Pogled na Choru s crkve u Paganiji
- Zalazak sunca na Folgandrosu; pogled s crkve u Paganiji
- Satelitska snimka otoka